# سفارة دولة فلسطين لدى اليمن
سفارة دولة فلسطين لدى اليمن هي الممثلية الدبلوماسية العُليا لدولة فلسطين لدى الجمهورية اليمنية. تقع السفارة في حي فج عطان في صنعاء.

## قائمة السفراء

### لدى الجمهورية العربية اليمنية (اليمن الشمالي)
| الرقم | رئيس البعثة الدبلوماسية                    | صورة | تاريخ البدء | تاريخ الانتهاء | ملاحظات                           |
| ----- | ------------------------------------------ | ---- | ----------- | -------------- | --------------------------------- |
|       | فاروق يونس مصطفى أبو الرب                  |      | 1973        | 1976           |                                   |
|       | «محمد أمين» الحسن (Q132189363)             |      | 1978        | 1979           |                                   |
|       | جمال عبد الرؤوف داوود عرفات القدوة الحسيني |      | 1986        | 9 فبراير 1989  | تُوفي في 9 فبراير 1989 في السعودية |

### لدى جمهورية اليمن الديمقراطية الشعبية (اليمن الجنوبي)
| الرقم | رئيس البعثة الدبلوماسية | صورة | تاريخ البدء | تاريخ الانتهاء |
| ----- | ----------------------- | ---- | ----------- | -------------- |
|       | عباس زكي                |      | 1974        | عقد 1980       |

### لدى الجمهورية اليمنية
| الرقم | رئيس البعثة الدبلوماسية     | صورة | تاريخ البدء | تاريخ الانتهاء | ملاحظات |
| ----- | --------------------------- | ---- | ----------- | -------------- | ------- |
| 1     | يحيى رباح                   |      | 1990        | 2003           |         |
| 2     | خالد حسن الشيخ              |      | 2004        | 2007           |         |
| 3     | أحمد الديك                  |      | 2007        | 2008           |         |
| 4     | باسم الآغا                  |      | 2008        | 2013           |         |
| 5     | دياب اللوح                  |      | 2013        | 2016           |         |
|       | جلال البروز (قائم بالأعمال) |      | 2020        | لا يزال        |         |